# 京紫
京紫是指日本古代一種用紫草染出的紫色，帶有紅色調。在江戶時代，為和江戶紫進行區別，人們開始將南部紫、鹿角紫稱為京紫。據喜多川守貞的守貞漫稿，江戶紫偏藍色，而京紫偏紅色。